# 24-Stunden-Rennen von Le Mans 1937

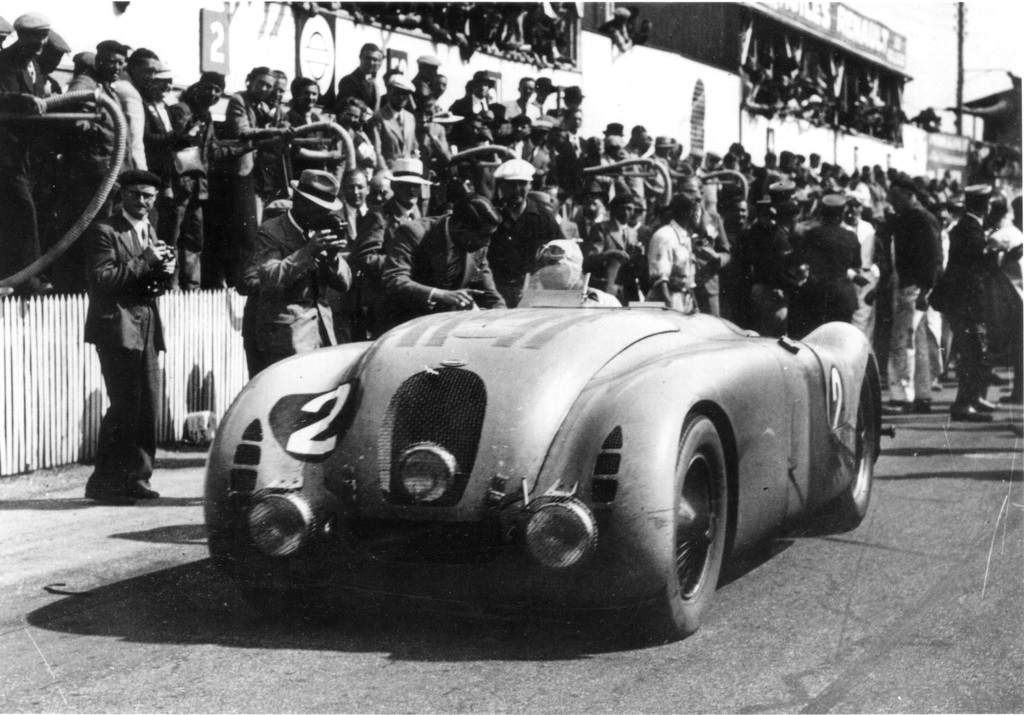
Gesamtsieger Jean-Pierre Wimille im Bugatti Type 57G Tank bei der Zielankunft

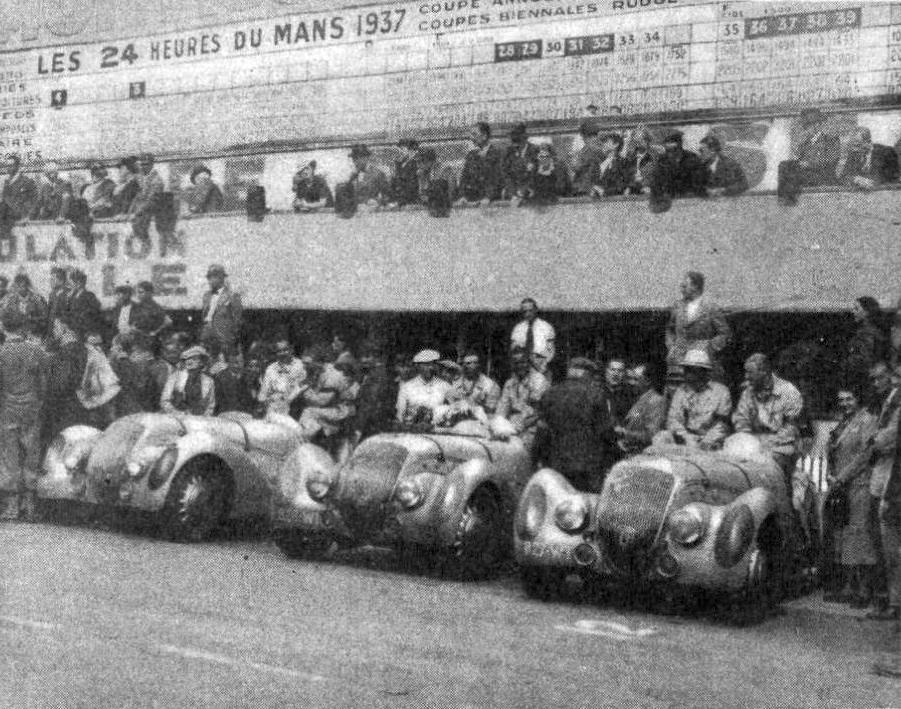
Die drei Peugeot 302 Darl’Mat DS vor dem Start

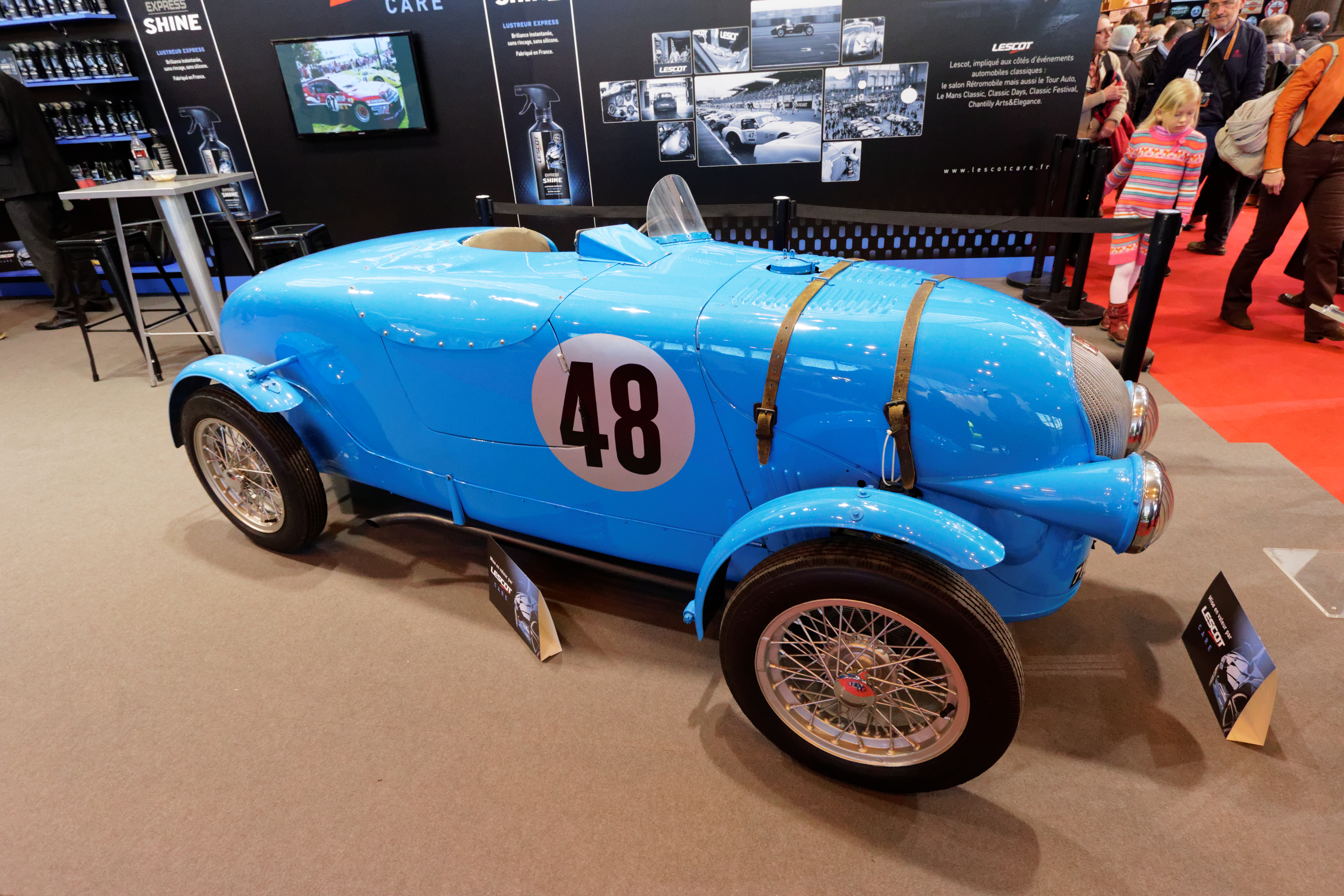
Simca Type 5; 12. Gesamtrang für Just-Émile Vernet und Suzanne Largeot

Das 14. 24-Stunden-Rennen von Le Mans, der 14e Grand Prix d’Endurance les 24 Heures du Mans, auch Les 24 Heures du Mans, Circuit de la Sarthe, fand vom 19. bis 20. Juni 1937 auf dem Circuit des 24 Heures statt.

## Das Rennen
Nach einem Jahr Pause wurde 1937 wieder ein 24-Stunden-Rennen ausgetragen. Mit großem Interesse verfolgte die französische Motorsportpresse die Rückkehr von Bugatti als Werksmannschaft. Nach dem Erfolg beim Großen Preis von Frankreich 1936 in Montlhéry wurden zwei Bugatti Type 57G mit einer aerodynamischen Karosserie ausgestattet. Der Einsatz wurde von Rober Labric übernommen, der sich ein Fahrzeug mit Pierre Veyron teilte. Den zweiten Wagen pilotierten Jean-Pierre Wimille und Robert Benoist. Neben einigen privaten Bugattis kamen auch sieben Delahayes aus Frankreich. Zum letzten Mal sah man auch Chenard & Walcker in Le Mans. Der spätere Grand-Prix-Pilot Yves Giraud-Cabantous setzte zwei stromlinienförmige Fahrzeuge ein, die bereits 12 Jahre alt waren. Aus Großbritannien kamen Aston Martin, Riley, Singer und MG. Erstmals war ein Werksteam aus Deutschland am Start: Adler schickte seine Trumpf-Rennlimousinen an die Sarthe. Trotz der Werks-Bugattis galten die schon in die Jahre gekommenen Alfa Romeo 8C auch 1937 wieder als die Favoriten auf den Gesamtsieg; am Start war aber nur der Wagen von Raymond Sommer.
Wieder war es Raymond Sommer, der knapp nach dem Start dem Feld enteilte, als es nach einer Stunde Renndauer zu einem schweren Unfall kam.

## Der zweite Maison-Blanche-Unfall
Schon einmal, nämlich 1927, war das schnelle Teilstück bei Maison Blanche Schauplatz einer Massenkarambolage gewesen. 1937 kam in der neunten Runde der Franzose René Kippeurt mit seinem Bugatti Type 44 bei 150 km/h von der Strecke ab. Der Bugatti rutschte seitlich weg und überschlug sich mehrmals. Kippeurt wurde aus dem Fahrzeug geschleudert. Mehrere Wagen fuhren auf: zuerst der Deutsche Fritz Roth, der das Wrack streifte und über eine Böschung auf ein Feld rutschte. Der nächste war Pat Fairfield, der mit seinem BMW 328 das Wrack voll traf. Jean Trémoulet wurde mit seinem Delahaye in die Luft geschleudert, als er über Wrackteile fuhr. Auch Roger Caron und George Raphaël Béthenod de Montbressieux waren in den Unfall verwickelt. Im Gegensatz zu 1927 ging der Massenunfall diesmal nicht glimpflich aus. Kippeurt starb noch an der Unfallstelle, und der ins Krankenhaus gebrachte Pat Fairfield erlag in der Nacht seinen schweren Verletzungen.
Im allgemeinen Chaos ging völlig unter, dass der führende Raymond Sommer mit Motorschaden aufgeben musste. Ab diesem Zeitpunkt fuhren Wimille und Benoist – eine Rekordrunde nach der anderen fahrend – einem ungefährdeten Sieg entgegen. Am Ende hatten sie alle existierenden Rekorde gebrochen und Bugatti den ersten Gesamtsieg in Le Mans beschert.

## Ergebnisse

### Piloten nach Nationen
| 50 Franzosen   | 26 Briten      | 6 Deutsche | 2 Italiener | 1 US-Amerikaner |
| 1 Argentinier  | 1 Australier   | 1 Grieche  | 1 Kanadier  | 1 Monegasse     |
| 1 Niederländer | 1 Österreicher | 1 Spanier  | 1 Schweizer |                 |

### Schlussklassement
| Pos.            | Klasse | Nr. | Team                       | Fahrer                                                         | Chassis                          | Motor                           | Reifen | Runden |
| --------------- | ------ | --- | -------------------------- | -------------------------------------------------------------- | -------------------------------- | ------------------------------- | ------ | ------ |
| 1               | 5.0    | 2   | Roger Labric               | Jean-Pierre Wimille Robert Benoist                             | Bugatti Type 57G Tank            | Bugatti 3.3L I8                 | D      | 243    |
| 2               | 5.0    | 14  | Joseph Paul                | Joseph Paul Marcel Mongin                                      | Delahaye 135CS                   | Delahaye 3.6L I6                |        | 236    |
| 3               | 5.0    | 10  | Ecurie Bleue               | René Dreyfus Henri Stoffel                                     | Delahaye 135CS                   | Delahaye 3.6L I6                |        | 231    |
| 4               | 3.0    | 19  | Société R.V.               | Jacques de Valence Louis Gérard                                | Delage D.6-70                    | Delage 3.0L I6                  |        | 215    |
| 5               | 1.5    | 37  | John Melville Skeffington  | John Melville Skeffington Robert Murton-Neale                  | Aston Martin 1½ Ulster           | Aston Martin 1.5L I4            |        | 205    |
| 6               | 2.0    | 33  | Adlerwerke                 | Petar Graf Orssich Rudolph Sauerwein                           | Adler Super Trumpf Rennlimousine | Adler 1.7L I4                   |        | 205    |
| 7               | 2.0    | 26  | Emile Darl’Mat             | Jean Pujol Marcel Contet                                       | Peugeot 302 Darl’Mat DS          | Peugeot 2.0L I4                 |        | 203    |
| 8               | 2.0    | 25  | Emile Darl’Mat             | Charles de Cortanze Maurice Serre                              | Peugeot 302 Darl’Mat DS          | Peugeot 2.0L I4                 |        | 203    |
| 9               | 2.0    | 34  | Adlerwerke                 | Otto Löhr Paul von Guilleaume                                  | Adler Super Trumpf Rennlimousine | Adler 1.7L I4                   |        | 202    |
| 10              | 2.0    | 27  | Emile Darl’Mat             | Daniel Porthault Louis Rigal                                   | Peugeot 302 Darl’Mat DS          | Peugeot 2.0L I4                 |        | 197    |
| 11              | 2.0    | 31  | C. T. Thomas               | Mortimer Morris-Goodall Robert Hitchens                        | Aston Martin Speed Model         | Aston Martin 2.0L I4            |        | 193    |
| 12              | 1.1    | 48  | Just-Émile Vernet          | Just-Émile Vernet Suzanne Largeot                              | Simca Type 5                     | Fiat 1.0L I4                    |        | 171    |
| 13              | 1.5    | 36  | A. C. Scott                | Archie Scott Ted Halford                                       | HRG 1500 Le Mans                 | Meadows 1.5L I4                 |        | 163    |
| 14              | 1.1    | 42  | Maurice Bilney             | Maurice Bilney Joan Richmond                                   | Ford Ten GB                      | Ford 1.1L I4                    |        | 161    |
| 15              | 1.1    | 49  | Henri Lesbros              | Dimitri Calaraseanu Henri Lesbros                              | Adler Trumpf Junior              | Adler 1.0L I4                   |        | 160    |
| 16              | 1.1    | 54  | Capt. G.E.T. Eyston        | Dorothy Stanley-Turner Joan Riddell                            | MG PB Midget                     | MG 0.9L I4                      |        | 154    |
| 17              | 750    | 59  | Automobiles Gordini        | Jean Viale Albert Alin                                         | Simca Cinq                       | Fiat 0.6L I4                    |        | 145    |
| Ausgefallen     |        |     |                            |                                                                |                                  |                                 |        |        |
| 18              | 5.0    | 11  | Ecurie Bleue               | Laury Schell René Carrière                                     | Delahaye 135CS                   | Delahaye 3.6L I6                |        | 193    |
| 19              | 1.1    | 41  | Yves Giraud-Cabantous      | Yves Giraud-Cabantous Charles Rigoulot                         | Chenard et Walcker               | Chenard et Walcker 1.1L I4      |        | 151    |
| 20              | 5.0    | 9   | Louis Villeneuve           | Louis Villeneuve André Vagniez                                 | Delahaye 135CS                   | Delahaye 3.6L I6                |        | 147    |
| 21              | 1.1    | 46  | Automobiles Gordini        | Amédée Gordini Philippe Maillard-Brune                         | Simca-Fiat 508S Balilla          | Fiat 1.1L I4                    |        | 137    |
| 22              | 2.0    | 32  | Eddie Hertzberger          | Eddie Hertzberger Albert Debille                               | Aston Martin Speed Model         | Aston Martin 2.0L I4            |        | 136    |
| 23              | 5.0    | 1   | Roger Labric               | Roger Labric Pierre Veyron                                     | Bugatti Type 57G Tank            | Bugatti 3.3L I8                 | D      | 130    |
| 24              | 1.1    | 50  | R. H. Eccles               | Marjorie Eccles Freddie de Clifford                            | Singer 9 Le Mans Replica         | Singer 1.0L I4                  |        | 121    |
| 25              | 5.0    | 8   | André Parguel              | André Parguel Robert Brunet                                    | Delahaye 135CS                   | Delahaye 3.6L I6                |        | 100    |
| 26              | 5.0    | 18  | Raymond de Saugé Destrez   | Raymond de Saugé Destrez Genaro Léoz Abad                      | Bugatti Type 57S                 | Bugatti 3.3L I8                 |        | 99     |
| 27              | 1.1    | 53  | Jacques Savoye             | Jacques Savoye Pierre Pichard                                  | Singer 9 Le Mans Replica         | Singer 1.0L I4                  |        | 93     |
| 28              | 1.1    | 52  | Team Autosports            | Geoffrey Boughton Frederick Lye                                | Singer 9 Le Mans Replica         | Singer 1.0L I4                  |        | 91     |
| 29              | 750    | 58  | Automobiles Gordini        | Adrien Alin Athos Querzola                                     | Simca Cinq                       | Fiat 0.6L I4                    |        | 77     |
| 30              | 750    | 57  | Austin Motor Company       | Charles Dodson Bert Hadley                                     | Austin 7                         | Austin 0.7L I4                  |        | 74     |
| 31              | 750    | 55  | R. Marsh                   | Kay Petre George Mangan                                        | Austin 7                         | Austin 0.7L I4                  |        | 72     |
| 32              | 1.1    | 51  | Team Autosports            | Norman Black Frank Stanley Barnes                              | Singer 9 Le Mans Replica         | Singer 1.0L I4                  |        | 72     |
| 33              | 1.1    | 45  | Automobiles Gordini        | Jacques Blot Henri Ferrand                                     | Simca Huit                       | Fiat 1.1L I4                    |        | 55     |
| 34              | 2.0    | 29  | Frazer Nash                | Harold John Aldington A. F. P. Fane                            | BMW 328                          | BMW 2.0L I6                     |        | 43     |
| 35              | 1.5    | 35  | Mme Anne-Cécile Rose-Itier | Anne-Cécile Rose-Itier Fritz Huschke von Hanstein              | Adler Trumpf Rennlimousine       | Adler 1.5L I4                   |        | 40     |
| 36              | 5.0    | 15  | Lucien Langlois            | Lucien Langlois Paul Bénazet                                   | Delahaye 135CS                   | Delahaye 3.6L I6                |        | 36     |
| 37              | 750    | 56  | John Carr                  | Charles Goodacre Dennis Buckley                                | Austin 7                         | Austin 0.7L I4                  |        | 32     |
| 38              | 2.0    | 40  | Yves Giraud-Cabantous      | Charles Cotet Charles Roux                                     | Chenard et Walcker               | Chenard et Walcker 1.8L I4      |        | 32     |
| 39              | 5.0    | 3   | Arthur W. Fox              | Johnny Hindmarsh Charles Brackenbury                           | Lagonda LG45                     | Meadows 4.5L I6                 |        | 30     |
| 40              | 1.5    | 39  | Ecurie Eudel               | Jean Trévoux Guy Lapchin                                       | Riley Sprite TT                  | Riley 1.5L I4                   |        | 11     |
| 41              | 5.0    | 4   | Raymond Sommer             | Raymond Sommer Giovanni Battista Guidotti                      | Alfa Romeo 8C 2900A Spider       | Alfa Romeo 2.9L Supercharged I8 |        | 11     |
| 42              | 5.0    | 12  | Eugène Chaboud             | Eugène Chaboud Jean Trémoulet                                  | Delahaye 135CS                   | Delahaye 3.6L I6                |        | 9      |
| 43              | 5.0    | 7   | André M. Embiricos         | Nicholas S. Embiricos George Raphaël Béthenod de Montbressieux | Talbot T150C                     | Talbot 4.0L I6                  |        | 9      |
| 44              | 1.5    | 38  | Ecurie Eudel               | Raoul Forestier Roger Caron                                    | Riley Sprite TT                  | Riley 1.5L I4                   |        | 8      |
| 45              | 2.0    | 30  | BMW                        | Fritz Roth Uli Richter                                         | BMW 328                          | BMW 2.0L I6                     |        | 8      |
| 46              | 2.0    | 28  | David Murray               | David Murray Pat Fairfield                                     | BMW 328                          | BMW 2.0L I6                     |        | 8      |
| 47              | 3.0    | 20  | René Kippeurt              | René Kippeurt René Poulain                                     | Bugatti Type 44                  | Bugatti 3.0L I8                 |        | 8      |
| 48              | 5.0    | 21  | Luigi Chinetti             | Luigi Chinetti Louis Chiron                                    | Talbot T150C                     | Talbot 4.0L I6                  |        | 7      |
| Nicht gestartet |        |     |                            |                                                                |                                  |                                 |        |        |
| 49              | 1.1    | 44  | Automobiles Gordini        | Angelo Molinari Marino Zanardi                                 | Simca-Fiat 508S Balilla          | Fiat 0.9L I4                    |        | 1      |

1 nicht gestartet

### Nur in der Meldeliste
Hier finden sich Teams, Fahrer und Fahrzeuge die ursprünglich für das Rennen gemeldet waren, aber aus den unterschiedlichsten Gründen daran nicht teilnahmen. 
| Pos. | Klasse | Nr. | Team            | Fahrer                                | Chassis                    | Motor | Reifen |
| ---- | ------ | --- | --------------- | ------------------------------------- | -------------------------- | ----- | ------ |
| 50   |        |     |                 | Lycett                                | Bentley                    |       |        |
| 51   |        |     | Michael Collier |                                       | Aston Martin               |       |        |
| 52   |        |     |                 | Tazio Nuvolari Luigi Chinetti         | Alfa Romeo 8C 2900         |       |        |
| 53   |        |     |                 | J. M. Dixon                           | Alfa Romeo                 |       |        |
| 54   |        |     |                 | René Poulain Raymond de Saugé Destrez | Bugatti                    |       |        |
| 55   |        |     |                 | Carlo Nazzaro Roland Robert           | Simca                      |       |        |
| 56   |        |     |                 | Audeuax Jean Breillet                 | Rally                      |       |        |
| 57   |        | 5   | Talbot          |                                       | Talbot T150C               |       |        |
| 58   |        | 6   | Talbot          | Louis Chiron Luigi Chinetti           | Talbot T150C               |       |        |
| 59   |        | 21  |                 |                                       | Alfa Romeo 6C 2300 Pescara |       |        |
| 60   |        | 22  |                 |                                       | Alfa Romeo 6C 2300 Pescara |       |        |
| 61   |        | 23  |                 |                                       | Alfa Romeo 6C 2300 Pescara |       |        |
| 62   |        | 24  |                 |                                       | Alfa Romeo 6C 2300 Pescara |       |        |

### Biennale-Cup
| Pos. | Nr. | Fahrer                                  | Chassis                  | Koeffizient | Platzierung im Gesamtklassement |
| ---- | --- | --------------------------------------- | ------------------------ | ----------- | ------------------------------- |
| 1    | 31  | Mortimer Morris-Goodall Robert Hitchens | Aston Martin Speed Model | 2613,884    | Rang 11                         |
| 2    | 54  | Dorothy Stanley-Turner Joan Riddell     | MG PB Midget             | 2082,620    | Rang 16                         |

### Index of Performance
| Pos. | Nr. | Fahrer                                                | Chassis                | Koeffizient | Platzierung im Gesamtklassement |
| ---- | --- | ----------------------------------------------------- | ---------------------- | ----------- | ------------------------------- |
| 1    | 2   | Jean-Pierre Wimille Robert Benoist                    | Bugatti Type 57G Tank  | 1.32000     | Gesamtsieg                      |
| 2    | 14  | Joseph Paul Marcel Mongin                             | Delahaye 135CS         | 1.26200     | Rang 2                          |
| 3    | 37  | John Melville Skeffington Robert Charles Murton-Neale | Aston Martin 1½ Ulster | 1.25800     | Rang 5                          |

### Klassensieger
| Klasse               | Fahrer                    | Fahrer                      | Fahrzeug                         | Platzierung im Gesamtklassement |
| -------------------- | ------------------------- | --------------------------- | -------------------------------- | ------------------------------- |
| Index of Performance | Jean-Pierre Wimille       | Robert Benoist              | Bugatti Typ 57G Tank             | Gesamtsieg                      |
| 12. Biennale Cup     | Mortimer Morris-Goodall   | Robert Hitchens             | Aston Martin Speed Model         | Rang 11                         |
| 3001–5000 cm³        | Jean-Pierre Wimille       | Robert Benoist              | Bugatti Typ 57G Tank             | Gesamtsieg                      |
| 2001–3000 cm³        | Jacques de Valence        | Louis Gérard                | Delage D.6-70                    | Rang 4                          |
| 1501–2000 cm³        | Petar Graf Orssich        | Rudolph Sauerwein           | Adler Super Trumpf Rennlimousine | Rang 6                          |
| 1101–1500 cm³        | John Melville Skeffington | Robert Charles Murton-Neale | Aston Martin 1 ½ Ulster          | Rang 5                          |
| 751–1000 cm³         | Just-Emile Vernet         | Suzanne Largeot             | Simca Type 5                     | Rang 12                         |
| bis 750 cm³          | Jean Viale                | Albert Alin                 | Simca Cinq                       | Rang 17                         |

### Renndaten
- Gemeldet: 62
- Gestartet: 48
- Gewertet: 17
- Rennklassen: 8
- Zuschauer: 50.000
- Ehrenstarter des Rennens: John R. Cobb, britischer Autorennfahrer und Geschwindigkeitsrekordhalter
- Wetter am Rennwochenende: warm, Regen am Samstagabend
- Streckenlänge: 13,492 km
- Fahrzeit des Siegerteams: 24:00:00,000 Stunden
- Gesamtrunden des Siegerteams: 244
- Gesamtdistanz des Siegerteams: 3287,938 km
- Siegerschnitt: 136.997 km/h
- Pole Position: unbekannt
- Schnellste Rennrunde: Jean-Pierre Wimille – Bugatti Type 57G Tank (#2) – 5:13,000 = 155,179 km/h
- Rennserie: zählte zu keiner Rennserie